# Ego Trip (Papa Roach)
Ego Trip  è l'undicesimo album in studio del gruppo musicale statunitense Papa Roach, pubblicato l'8 aprile 2022 dalla New Noize Records.
Il 17 marzo 2023 esce l'edizione deluxe di Ego Trip, contenente sei tracce aggiuntive.

## Tracce
1. Kill the Noise – 3:08
2. Stand Up – 3:48
3. Swerve – 2:48
4. Bloodline – 2:26
5. Liar – 2:57
6. Ego Trip – 2:54
7. Unglued – 3:00
8. Dying to Believe – 3:01
9. Killing Time – 3:23
10. Leave the Light On – 3:07
11. Always Wandering – 2:46
12. No Apologies – 3:08
13. Cut the Line – 3:29
14. I Surrender – 2:54

Durata totale: 42:49

### Edizione deluxe
1. Spotlight (Demo) – 3:50
2. Swerve (Rockzilla Remix) (feat. Hollywood Undead) – 2:47
3. Cut the Line (feat. Caleb Shomo) – 3:18
4. Stand Up (feat. The Battle Drum Marching Band) – 3:50
5. Stand Up (Bloody Beatroots Remix) – 3:35
6. Dying to Believe (Acoustic) – 2:40

## Formazione
- Jacoby Shaddix – voce
- Jerry Horton – chitarra
- Anthony Esperance – chitarra
- Tobin Esperance – basso
- Tony Palermo – batteria